# Тасајнери (Тренто)
Тасајнери је насеље у Италији у округу Тренто, региону Трентино-Јужни Тирол.
Према процени из 2011. у насељу је живело 5 становника. Насеље се налази на надморској висини од 1524 м.